# Плављане
Плављане (алб. Pavlan) је насељено место у општини Пећ, на Косову и Метохији. Према попису становништва из 2011. у насељу је живело 697 становника.

## Становништво
Према попису из 2011. године, Плављане има следећи етнички састав становништва:
| Националност | 2011.        |
| Албанци      | 622 (89,24%) |
| Египћани     | 52 (7,46%)   |
| Бошњаци      | 16 (2,30%)   |
| Роми         | 1 (1,00%)    |
| Укупно       | 697          |

| Демографија | Демографија | Демографија |
| Година      | Становника  | Становника  |
| ----------- | ----------- | ----------- |
| 1948.       | 150         |             |
| 1953.       | 172         |             |
| 1961.       | 237         |             |
| 1971.       | 335         |             |
| 1981.       | 449         |             |
| 1991.       | 500         |             |
| 2011.       | 697         |             |